# 埃爾格
埃尔格（德語：Elgg）是瑞士联邦苏黎世州温特图尔区的市镇。该市镇面积为24.38平方千米，海拔高度530米，2018年12月31日人口数为4,903。

## 外部連結
- 埃尔格官方网站 （页面存档备份，存于） （德文）